# Підводні човни типу «Щука»
| Підводні човни типу «Щука»                      | Підводні човни типу «Щука»                                                    | Підводні човни типу «Щука»                                                    |
| ----------------------------------------------- | ----------------------------------------------------------------------------- | ----------------------------------------------------------------------------- |
|                                                 |                                                                               |                                                                               |
|                                                 |                                                                               |                                                                               |
| Севастополь, Щ-209 на фоні крейсера «Комінтерн» |                                                                               |                                                                               |
| Під прапором                                    | СРСР                                                                          | СРСР                                                                          |
| Спуск на воду                                   | 1933–1945                                                                     | 1933–1945                                                                     |
| Виведений зі складу флоту                       | 1939–1993                                                                     | 1939–1993                                                                     |
| Проєкт                                          |                                                                               |                                                                               |
| Тип ПЧ                                          | Середній торпедний підводний човен                                            | Середній торпедний підводний човен                                            |
| Основні характеристики                          |                                                                               |                                                                               |
| Швидкість (надводна)                            | 11,6 — 14 вузлів                                                              | 11,6 — 14 вузлів                                                              |
| Швидкість (підводна)                            | 8,5 вузлів                                                                    | 8,5 вузлів                                                                    |
| Гранична глибина занурення                      | 90 м                                                                          | 90 м                                                                          |
| Автономність плавання                           | 20 діб                                                                        | 20 діб                                                                        |
| Екіпаж                                          | 37-41 осіб                                                                    | 37-41 осіб                                                                    |
| Розміри                                         |                                                                               |                                                                               |
| Довжина найбільша (по КВЛ)                      | 57 м                                                                          | 57 м                                                                          |
| Ширина корпусу найб.                            | 6,2 м                                                                         | 6,2 м                                                                         |
| Середня осадка (по КВЛ)                         | 3,8 — 3,9 м                                                                   | 3,8 — 3,9 м                                                                   |
| Водотоннажність надводна                        | 578 т                                                                         | 578 т                                                                         |
| Озброєння                                       |                                                                               |                                                                               |
| Артилерія                                       | дві 45-мм гармати 21-К (1000 снарядів) або 37-мм гармати чи 12,7-мм кулемети. | дві 45-мм гармати 21-К (1000 снарядів) або 37-мм гармати чи 12,7-мм кулемети. |
| Торпедно- мінне озброєння                       | носові: 4 ТА калібру 533-мм, кормові: 2 ТА калібру 533-мм (10 торпед)         | носові: 4 ТА калібру 533-мм, кормові: 2 ТА калібру 533-мм (10 торпед)         |

Підводні човни типу «Щука» — низка проєктів радянських дизель-електричних підводних човнів побудованих у 1933–1945 роках. Один з наймасовіших типів підводних човнів СРСР у період Другої світової війни. Всього було побудовано і передано флоту 86 човнів шести серій.

## Чисельність серій
| Серія   | Роки передачі флоту | Кількість човнів |
| ------- | ------------------- | ---------------- |
| ІІІ     | 1933–1934           | 4                |
| V       | 1933–1934           | 12               |
| V-біс   | 1934–1935           | 13               |
| V-біс-2 | 1935–1936           | 14               |
| X       | 1936–1938           | 32               |
| X-біс   | 1941–1945           | 11+2             |

Човни несли службу на чотирьох флотах і мали тризначні номери, де перша цифра визначала приналежність до флоту:
- Щ-1хх — Тихоокеанський флот;
- Щ-2хх — Чорноморський флот;
- Щ-3хх — Балтійський флот;
- Щ-4хх — Північний флот.

## Конструкція
Півторакорпусна, міцний корпус розділений на 6 відсіків. Відзначалася високою маневреністю і великою живучістю.
Енергетичне обладнання: двогвинтове дизель-електричне, 2 дизелі 8У28/38 потужністю по 500 к.с (ІІІ-я серія), або 2 дизелі 38В8 потужністю по 685 к.с. (V-я серія), 2 головні гребні електродвигуни ПГВ-8 потужністю по 400 к.с. Електродвигуни економічного ходу працюють через зубчату передачу. 2 гребних вали. Акумуляторні батареї типу КСМ-2 у 2 групах по 56 батарей у кожній.
Озброєння: 4 носові і 2 кормові торпедні апарати калібру 533-мм (10 торпед); дві 45-мм гармати 21-К (1000 снарядів) або 37-мм гармати чи 12,7-мм кулемети.

## Представники

### Серія ІІІ
Перша серія підводних човнів типу «Щука». Проєктування чотирьох човнів цієї серії проводилось паралельно з проєктуванням підводних човнів проєкту. Усі човни серії несли службу на Балтійському флоті.
Щ-304 став першим підводним човном побудованим на заводі Червоне Сормово в Горькому.
| Назва | Місце побудови | Закладений     | Спущений на воду | Прийнятий флотом  | Виведений з флоту                  |
| ----- | -------------- | -------------- | ---------------- | ----------------- | ---------------------------------- |
| Щ-301 | Ленінград      | 5 лютого 1930  | 1 грудня 1930    | 11 жовтня 1933    | 28 серпня 1941 підірвався на міні  |
| Щ-302 | Ленінград      | 5 лютого 1930  | 6 листопада 1931 | 11 жовтня 1933    | 11-14 листопада 1942 зник безвісти |
| Щ-303 | Ленінград      | 5 лютого 1930  | 6 листопада 1931 | 15 листопада 1933 | 1950-ті                            |
| Щ-304 | Ленінград      | 23 лютого 1930 | 2 травня 1931    | 15 серпня 1934    | 29 жовтня 1942 зник безвісти       |

### Серія V
Дещо збільшена надводна водотоннажність. Встановлено два дизельних двигуни 38В потужністю 685 к.с. Запас палива до 53 тонн забезпечував дальність ходу 4500 миль при швидкості 8,5 вузлів у надводному положенні, 100 миль при 2,8 вузлах у підводному положенні.
| Назва | Місце побудови | Закладений      | Спущений на воду            | Прийнятий флотом        | Виведений з флоту |
| ----- | -------------- | --------------- | --------------------------- | ----------------------- | ----------------- |
| Щ-101 | Ленінград      | 20 березня 1932 | 25 грудня 1932, Владивосток | 22 вересня 1933 (ТОФ)   | 2 червня 1952     |
| Щ-102 | Ленінград      | 20 березня 1932 | 19 квітня 1933, Владивосток | 22 вересня 1933 (ТОФ)   | 17 серпня 1953    |
| Щ-103 | Ленінград      | 20 березня 1932 | травень 1933, Владивосток   | 27 жовтня 1933 (ТОФ)    | 15 червня 1939    |
| Щ-104 | Ленінград      | 20 березня 1932 | травень 1933, Владивосток   | 5 листопада 1933 (ТОФ)  | 17 серпня 1953    |
| Щ-105 | Ленінград      | 20 березня 1932 | серпень 1933, Владивосток   | 5 листопада 1933 (ТОФ)  | 17 серпня 1953    |
| Щ-106 | Ленінград      | 20 березня 1932 | травень 1933, Владивосток   | 26 листопада 1933 (ТОФ) | 27 грудня 1956    |
| Щ-107 | Ленінград      | 20 березня 1932 | травень 1933, Владивосток   | 27 листопада 1933 (ТОФ) | 26 червня 1954    |
| Щ-108 | Ленінград      | 20 березня 1932 | червень 1933, Владивосток   | 21 грудня 1934 (ТОФ)    | 10 вересня 1952   |
| Щ-109 | Ленінград      | 20 березня 1932 | серпень 1933, Владивосток   | 18 квітня 1934 (ТОФ)    | 17 серпня 1953    |
| Щ-110 | Ленінград      | 20 березня 1932 | жовтень 1933, Владивосток   | 18 травня 1934 (ТОФ)    | 11 вересня 1954   |
| Щ-111 | Ленінград      | 20 березня 1932 | липень 1933, Хабаровськ     | 11 вересня 1934 (ТОФ)   | 17 серпня 1953    |
| Щ-112 | Ленінград      | 20 березня 1932 | квітень 1933, Хабаровськ    | 11 вересня 1934 (ТОФ)   | 17 серпня 1953    |

### Серія V-біс
З 13 човнів серії 8 було побудовано для Тихоокеанського флоту, 2 для Балтійського флоту, 3 для Чорноморського флоту. Потужність головних двигунів була збільшена на 35 % при збереження габаритів і розмірів човнів попередніх серій. Була покращена форма буїв. Це дозволило збільшити надводну швидкість до 15 вузлів. Підводні човни були дообладнані для можливості заправки гідролітаків — отримали можливість нести 6 тонн авіаційного бензину і 480 літрів мастил у 16-літрових бідонах, чого було достатньо для заправки трьох Р-6А або семи МБР-4.
| Назва | Місце побудови | Закладений        | Спущений на воду            | Прийнятий флотом       | Виведений з Флоту |
| ----- | -------------- | ----------------- | --------------------------- | ---------------------- | ----------------- |
| Щ-113 | Ленінград      | 10 жовтня 1932    | 12 грудня 1933, Владивосток | 11 вересня 1934 (ТОФ)  | 11 вересня 1954   |
| Щ-114 | Ленінград      | 10 жовтня 1932    | 1934, Владивосток           | 11 вересня 1934 (ТОФ)  | 12 грудня 1955    |
| Щ-115 | Ленінград      | 19 жовтня 1932    | 4 квітня 1934, Владивосток  | 19 жовтня 1934 (ТОФ)   | 11 вересня 1954   |
| Щ-116 | Ленінград      | 12 травня 1933    | 1934, Владивосток           | 11 січня 1935 (ТОФ)    | 11 вересня 1954   |
| Щ-117 | Ленінград      | 9 жовтня 1932     | 15 квітня 1934, Владивосток | 18 грудня 1934 (ТОФ)   | 15 грудня 1952    |
| Щ-118 | Ленінград      | 10 жовтня 1932    | 1934, Владивосток           | 2 лютого 1935 (ТОФ)    | 17 лютого 1956    |
| Щ-119 | Ленінград      | 12 травня 1933    | червень 1934, Владивосток   | 30 лютого 1935 (ТОФ)   | 17 лютого 1956    |
| Щ-120 | Ленінград      | 14 серпня 1933    | червень 1934, Хабаровськ    | 30 січня 1935 (ТОФ)    | 17 лютого 1956    |
| Щ-201 | Ленінград      | 14 серпня 1933    | 3 квітня 1934, Миколаїв     | 5 серпня 1935 (ЧФ)     | 29 грудня 1955    |
| Щ-202 | Ленінград      | 3 вересня 1933    | 25 квітня 1934, Миколаїв    | 3 вересня 1935 (ЧФ)    | 17 лютого 1956    |
| Щ-203 | Ленінград      | 10 березня 1933   | 29 травня 1934, Миколаїв    | 4 вересня 1935 (ЧФ)    | 26 серпня 1943    |
| Щ-305 | Ленінград      | листопад 1932     | 31 грудня 1933, Ленінград   | 3 грудня 1934 (БФ)     | 5 листопада 1942  |
| Щ-308 | Ленінград      | 10 листопада 1932 | 28 квітня 1933, Горький     | 14 листопада 1935 (БФ) | 20 жовтня 1942    |

### Серія V-біс-2
З 14 човнів серії 5 було побудовано для Тихоокеанського флоту, 5 для Балтійського флоту і 4 для Чорноморського флоту.
| Назва | Місце побудови | Закладений       | Спущений на воду            | Прийнятий флотом       | Виведений з флоту |
| ----- | -------------- | ---------------- | --------------------------- | ---------------------- | ----------------- |
| Щ-121 | Ленінград      | 20 грудня 1933   | 26 серпня 1934, Владивосток | 30 квітня 1935 (ТОФ)   | 26 червня 1954    |
| Щ-122 | Ленінград      | 22 грудня 1933   | 29 серпня 1934, Владивосток | 30 квітня 1935 (ТОФ)   | 26 червня 1954    |
| Щ-123 | Ленінград      | 20 грудня 1933   | 26 серпня 1934, Владивосток | 30 квітня 1935 (ТОФ)   | 26 червня 1954    |
| Щ-124 | Ленінград      | 22 грудня 1933   | 29 грудня 1934, Владивосток | 29 вересня 1935 (ТОФ)  | 26 червня 1954    |
| Щ-125 | Ленінград      | 20 грудня 1933   | 26 серпня 1934, Владивосток | 15 травня 1936, (ТОФ)  | 17 серпня 1953    |
| Щ-204 | Ленінград      | 15 червня 1934   | 31 грудня 1934, Миколаїв    | 30 грудня 1935 (ЧФ)    | 6 грудня 1941     |
| Щ-205 | Миколаїв       | 5 січня 1934     | 6 листопада 1934, Миколаїв  | 17 листопада 1936 (ЧФ) | 11 вересня 1954   |
| Щ-206 | Миколаїв       | 5 січня 1934     | 1 лютого 1935, Миколаїв     | 14 серпня 1936 (ЧФ)    | 9 липня 1941      |
| Щ-207 | Миколаїв       | 5 січня 1934     | 23 березня 1935, Миколаїв   | 17 листопада 1936 (ЧФ) | 11 вересня 1954   |
| Щ-306 | Ленінград      | 6 листопада 1933 | 1 серпня 1934, Ленінград    | 4 серпня 1935 (БФ)     | 13 листопада 1942 |
| Щ-307 | Ленінград      | 6 листопада 1933 | 1 серпня 1934, Ленінград    | 4 серпня 1935 (БФ)     | 23 квітня 1948    |
| Щ-309 | Горький        | 6 листопада 1933 | 10 серпня 1935, Горький     | 14 листопада 1935 (БФ) | 3 березня 1949    |
| Щ-310 | Горький        | 6 листопада 1933 | 10 серпня 1935, Горький     | 20 серпня 1936 (БФ)    | 17 серпня 1953    |
| Щ-311 | Горький        | 6 листопада 1933 | 10 серпня 1935, Горький     | 20 серпня 1936 (БФ)    | 2 жовтня 1942     |

### Серія X
На цій серії встановлювались нові дизелі 38К8 потужністю 800 к.с. З 32 човнів серії 9 було побудовано для Тихоокеанського флоту, 8 — для Північного флоту, 7 — для Балтійського флоту і 8 — для Чорноморського флоту.
| Назва | Місце побудови (заводський №) | Закладений        | Спущений на воду            | Прийнятий флотом        | Виведений з флоту                                         |
| ----- | ----------------------------- | ----------------- | --------------------------- | ----------------------- | --------------------------------------------------------- |
| Щ-126 | Ленінград                     | 23 липня 1934     | 29 квітня 1935, Владивосток | 30 жовтня 1936 (ТОФ)    | 17 лютого 1956                                            |
| Щ-127 | Ленінград                     | 23 липня 1934     | 13 червня 1935, Владивосток | 30 жовтня 1936 (ТОФ)    | 17 лютого 1956                                            |
| Щ-128 | Ленінград                     | 17 серпня 1934    | 9 червня 1935, Владивосток  | жовтень 1936 (ТОФ)      | 17 лютого 1956                                            |
| Щ-129 | Ленінград                     | 31 грудня 1934    | 10 жовтня 1935, Владивосток | 31 жовтня 1936 (ТОФ)    | 3 березня 1953                                            |
| Щ-130 | Ленінград                     | 7 серпня 1934     | 8 червня 1935, Владивосток  | 11 грудня 1936 (ТОФ)    | 17 лютого 1956                                            |
| Щ-131 | Ленінград                     | 23 липня 1934     | 4 липня 1935, Владивосток   | 11 грудня 1936 (ТОФ)    | 17 лютого 1956                                            |
| Щ-132 | Ленінград                     | 31 грудня 1934    | 4 липня 1935, Владивосток   | 13 грудня 1936 (ТОФ)    | 17 лютого 1956                                            |
| Щ-133 | Ленінград                     | 7 серпня 1934     | 4 липня 1935, Владивосток   | 19 листопада 1936 (ТОФ) | 17 лютого 1956                                            |
| Щ-134 | Ленінград                     | 23 липня 1934     | 4 серпня 1935, Владивосток  | 27 грудня 1936 (ТОФ)    | 17 лютого 1956                                            |
| Щ-139 | Горький (85)                  | 17 грудня 1934    | 27 квітня 1935, Владивосток | 5 грудня 1937 (ТОФ)     | 29 березня 1957                                           |
| Щ-208 | Миколаїв                      | 18 травня 1934    | 7 жовтня 1935               | 9 березня 1937 (ЧФ)     | серпень 1942, потоплений                                  |
| Щ-209 | Миколаїв                      |                   |                             | (ЧФ)                    |                                                           |
| Щ-210 | Миколаїв                      | 3 червня 1934     | 13 березня 1936             | 31 грудня 1936 (ЧФ)     | березень 1942, потоплений                                 |
| Щ-211 | Миколаїв (1035)               | 3 червня 1934     | 3 вересня 1936              | 5 травня 1938 (ЧФ)      | листопад 1941                                             |
| Щ-212 | Миколаїв                      | 18 листопада 1934 | 28 грудня 1936              | 31 жовтня 1938 (ЧФ)     | грудень 1942, потоплений                                  |
| Щ-213 | Миколаїв                      | 1934              | 1936                        | 1938 (ЧФ)               | жовтень 1942, загинув                                     |
| Щ-214 | Миколаїв                      |                   |                             | (ЧФ)                    | 19 червня 1942, потоплений                                |
| Щ-215 | Миколаїв                      | 27 березня 1935   | 11 січня 1937, Миколаїв     | 30 серпня 1938 (ЧФ)     | 29 грудня 1955                                            |
| Щ-216 | Миколаїв (1085)               | 23 липня 1939     | 30 травня 1940, Миколаїв    | 17 серпня 1941 (ЧФ)     | лютий 1944                                                |
| Щ-317 | Ленінград                     | 23 липня 1934     | 24 вересня 1935, Ленінград  | 29 вересня 1936 (БФ)    | 12-17 липня 1942, загинув                                 |
| Щ-318 | Ленінград (294)               | 23 липня 1934     | 11 серпня 1935, Ленінград   | 29 вересня 1936 (БФ)    | 9 серпня 1955                                             |
| Щ-319 | Ленінград (367)               | 31 грудня 1934    | 15 лютого 1935, Ленінград   | 29 листопада 1936 (БФ)  | жовтень 1941, зник безвісти                               |
| Щ-319 | Ленінград (367)               | 31 грудня 1934    | 15 лютого 1935, Ленінград   | 11 листопада 1936 (БФ)  | жовтень 1942, зник безвісти                               |
| Щ-314 | Ленінград (550/8)             | 31 грудня 1934    | 10 квітня 1935, Ленінград   | 31 жовтня 1936 (БФ)     | листопад 1941, зник безвісти                              |
| Щ-401 | Ленінград (253)               | 1 грудня 1934     | 28 червня 1935, Ленінград   | 17 липня 1936 (ПФ)      | квітень 1942, зник безвісти                               |
| Щ-402 | Ленінград (254)               | 4 грудня 1934     | 28 червня 1935, Ленінград   | 1 жовтня 1936 (ПФ)      | 21 вересня 1944, потоплений власною авіацією              |
| Щ-403 | Ленінград (261)               | 25 грудня 1934    | 31 грудня 1935, Ленінград   | 26 вересня 1936 (ПФ)    | 2 жовтня 1943, загинув, ймовірно на мінах                 |
| Щ-404 | Ленінград (262)               | 25 грудня 1934    | 27 грудня 1935, Ленінград   | 26 вересня 1936 (ПФ)    | 17 серпня 1956                                            |
| Щ-421 | Горький (83)                  | 20 листопада 1934 | 12 травня 1935              | 5 грудня 1937 (ПФ)      | 8 квітня 1942, затоплений екіпажем після підриву на міні. |
| Щ-422 | Горький (84)                  | 15 грудня 1934    | 12 квітня 1935              | 5 грудня 1937 (ПФ)      | липень 1943                                               |
| Щ-424 | Ленінград (269)               | 17 грудня 1934    | 27 квітня 1935              | 15 грудня 1935 (ПФ)     | 30 жовтня 1939, загинув при тарані з траулером РТ-43      |

### Серія X-біс
На човнах серії було замінено гідромуфти на фрикційні роздільні муфти типу «Бамаг», огородження рубки виконано звичного типу і більш високим для кращого захисту містка від хвиль, першу гармату було перенесено на палубу, був знятий підводний якір. Водотоннажність човна зросла на 5 тонн. Дев'ять човнів були добудовані у воєнні роки, а два вже після війни.
| Назва | Місце побудови | Закладений     | Спущений на воду            | Прийнятий флотом        | Виведений з флоту |
| ----- | -------------- | -------------- | --------------------------- | ----------------------- | ----------------- |
| Щ-135 | Ленінград      | 26 квітня 1938 | 21 квітня 1940, Владивосток | 1 вересня 1941 (ТОФ)    | 3 квітня 1958     |
| Щ-136 | Ленінград      | 26 квітня 1938 | 27 квітня 1940, Владивосток | 5 вересня 1941 (ТОФ)    | 3 квітня 1958     |
| Щ-137 | Ленінград      | 31 серпня 1938 | 1 липня 1940, Владивосток   | 18 листопада 1941 (ТОФ) | 3 квітня 1958     |
| Щ-138 | Ленінград      | 28 жовтня 1938 | 22 липня 1940, Владивосток  | 30 грудня 1941 (ТОФ)    | 18 липня 1942     |
| Щ-216 | Миколаїв       | 23 липня 1939  | 30 травня 1940              | 17 серпня 1941 (ЧФ)     | 16 лютого 1944    |
| Щ-405 | Ленінград      | 31 грудня 1938 | 16 грудня 1939              | 7 червня 1941 (ПФ)      | 13 червня 1942    |
| Щ-406 | Ленінград      | 31 грудня 1938 | 17 грудня 1939              | 7 червня 1941 (ПФ)      | 1 червня 1943     |
| Щ-407 | Ленінград      | 23 квітня 1939 | 4 червня 1940               | 10 вересня 1941 (ПФ)    | 17 лютого 1956    |
| Щ-408 | Ленінград      | 23 квітня 1939 | 4 червня 1940               | 10 вересня 1941 (ПФ)    | 24 травня 1943    |
| Щ-411 | Ленінград      | 29 квітня 1939 | 31 травня 1941              | 21 липня 1945 (ПФ)      | 29 березня 1957   |
| Щ-412 | Ленінград      | 29 квітня 1939 | 31 травня 1941              | 21 липня 1945 (ПФ)      | 15 серпня 1946    |

## Інциденти

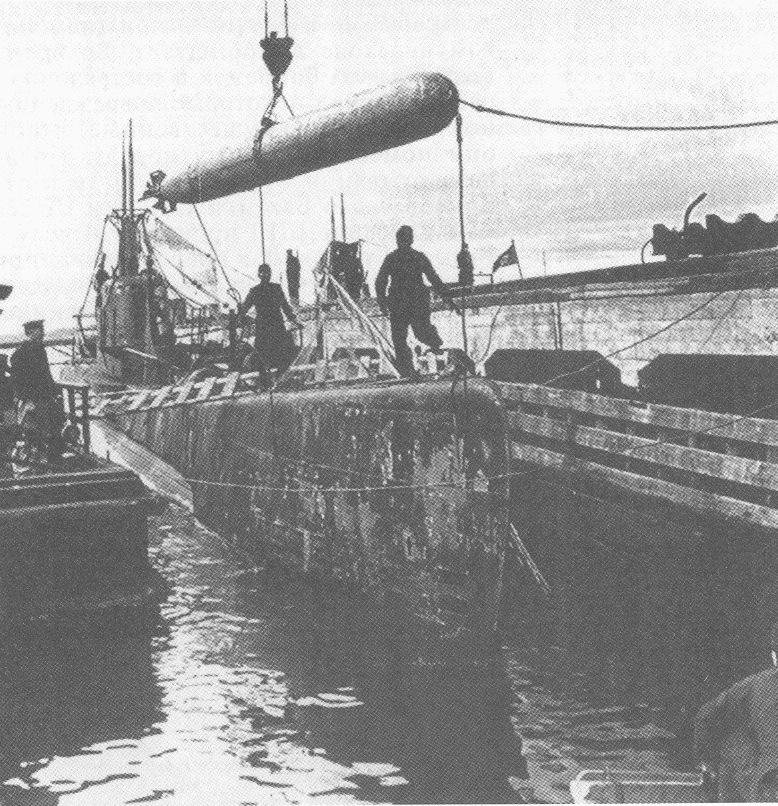
Завантаження боєзапасу на Щ-320

- 4 листопада 1935 року в Усурійській затоці в умовах шторму і снігопаду човен Щ-103 був викинутий на каміння між бухтою Безім'яною і мисом Бойля. Човен вийшов з ладу і був покинутий екіпажем. У 1936 році він був знятий з мілини і відбуксований у Владивосток але вже не відновлювався.
- В кінці 1940 року човен Щ-104 врятував радянський сейнер, котрого під час шторму викинуло в море і він дрейфував без палива, продуктів і радіозв'язку.
- 1937 рік. Човен Щ-105 врятував рибальське судно з 5 людьми.
- 20 жовтня 1939 року в Кольській затоці рибальський траулер РТ-43 протаранив човен Щ-424, човен за лічені хвилини затонув, 32 член екіпажу загинули, врятувалося 7-10 людей.
- 11 липня 1942 року від вибуху торпед на човні Щ-138, що стояв поруч, отримав пробоїну і затонув човен Щ-118. Загинуло 35 людей, 5 врятувалося.
- 13 жовтня 1942 року при виході на Неві в підводному положення човен Щ-323 вдарився в опору Володарського мосту. Отримав ушкодження гвинтів, рулів і корпусу. Сім місяців перебував у ремонті.
- 5 листопада 1942 року був потоплений човен Щ-305 таранним ударом фінського підводного човна «Ветехінен». У 2007 році був знайдений біля Аландських островів[4].
- 21 травня 1943 року на човні Щ-303, що перебував у бойовому поході, побачили кораблі противника. Старшина машиністів Борис Галкин, який знаходився на центральному посту, закрив переборочні двері і подав у цистерни повітря високого тиску. Човен сплив. Піднявшись на палубу Галкин почав подавати сигнали кораблям противника. Але екіпажу човна вдалося відкрити зачинені двері і виконати екстрене занурення. Протичовнові катери противника підібрали Галкина і виконали скидання глибинних бомб, але човнові вдалося уникнути потоплення[5].
- 31 серпня 1943 року під час проведення нічних торпедних стрільб в затоці Америка через порушення командиром правил навігації човен Щ-128 на повній швидкості протаранив у борт Щ-130, який після зіткнення затонув на глибині 38 м. Загинуло двоє людей. Після підняття Щ-130 екіпаж Щ-128 попросив перевести його в повному складі на Щ-130 для усунення наслідків аварії. Через півроку човен був відремонтований.
- 14 грудня 1952 року за невияснених обставин загинув під час навчань у штормових умовах човен Щ-117.

## Бойове використання

Щ-203

Човни проєкту брали активну участь у Другій світовій війні, з 44 човнів, що брали участь в бойових діях 31 загинув. Ці човни потопили 27 транспортів і танкерів ворога, загальним тоннажем 79855 брт, 20 транспортів і шхун нейтральних держав (6500 брт), пошкодили 4 кораблі противника (18204 брт). На рахунку човнів 35 % затопленого і пошкодженого тоннажу ворога. За бойові заслуги 6 човнів стали гвардійськими, 11 нагороджені орденами Червоного Прапора.
- Щ-102 здійснив один бойовий похід (9 серпня — 3 вересня 1945 року).
- Щ-104 здійснив один бойовий похід (9 серпня — 3 вересня 1945 року).
- Щ-117 здійснив один бойовий похід (9 серпня — 3 вересня 1945 року).
- Щ-105 здійснив один бойовий похід (9 серпня — 3 вересня 1945 року)
- Щ-118 здійснив один бойовий похід (9 серпня — 3 вересня 1945 року).
- Щ-119 здійснив один бойовий похід (9 серпня — 3 вересня 1945 року).
- Щ-122 здійснив один бойовий похід (9 серпня — 3 вересня 1945 року).
- Щ-123 здійснив один бойовий похід (9 серпня — 3 вересня 1945 року). 19 серпня був атакований японським підводним човном з дистанції 4-5 кабельтових. Атака була вчасно виявлена, по пузирю повітря з торпедних апаратів, і човен екстреним зануренням і циркуляцією ухилився від торпед.
- Щ-126 здійснив один бойовий похід (9 серпня — 3 вересня 1945 року). 25 серпня артилерійським вогнем потопив японський рибальський сейнер типу «Кавасакі».
- Щ-201 здійснив 13 бойових походів, виконав 8 торпедних атак з випуском 24 торпед. Артилерійським вогнем потоплений мотобот, торпедами потоплений транспорт «Geiserich» (712 брт) і ушкоджена десантна баржа F-568 (220 т).
- Щ-202 здійснив 10 бойових походів, виконав 6 торпедних атак з випуском 15 торпед. Торпедами потоплений болгарський ліхтер «Elbe-5» (1200 брт).
- Щ-203 здійснив 18 бойових походів. Потоплений 26 серпня 1943 року італійським підводним човном, знайдений водолазами у 1949 році в районі мису Урет.
- Щ-204 здійснив 3 бойових походи. Потоплений 6-9 грудня 1941 року, загинули усі 46 членів екіпажу. Знайдений 5 червня 1983 року. Вважається що був потоплений авіацією.
- Щ-205 здійснив 6 бойових походів, потопив турецький пароплав «Дуатепє» (128 брт)& 18 травня 1942 року і турецький пароплав «Сафак» (682 брт) 23 травня 1942 року.
- Щ-206 здійснив 1 бойовий похід з якого не повернувся. Останній раз на зв'язок човен виходив вранці 28 червня 1941 року.
- Щ-207 здійснив 10 бойових походів.
- Щ-208 здійснив 6 бойових походів. 23 серпня 1941 року вийшов у останній свій похід з якого не повернувся. У 1980 році знайдений на дні у 5 милях від острова Зміїний[7]
- Щ-209 здійснив 18 бойових походів, потопив німецьку швидкохідну десантну баржу F-566 (155 т) 2 грудня 1943 року і турецький вітрильник «Семсі-Бахрі» (26 брт) 20 липня 1944 року.
- Щ-210 здійснив 5 бойових походів, виконав 1 торпедну атаку, але торпеда випущена з відстані у 5 кабельтових по німецькому танкеру «Ле Прогрес» вибухнула не дійшовши до цілі. 12 березня 1942 року вийшов у свій останній похід з котрого не повернувся. Літом 1983 року знайдений на дні в 4 милях на схід від мису Шаблер в точці з координатами 43°33′4″ пн. ш. 28°43′25″ сх. д. / 43.55111° пн. ш. 28.72361° сх. д.. Ймовірно підірвався на міні.
- Щ-211 здійснив 4 бойових походи, виконав 4 торпедних атаки випустивши 6 торпед. Потопив румунський транспорт «Пелеш» (5708 брт) й італійський танкер «Суперга» (6154 брт). 14 листопада 1941 року вийшов в бойовий похід у район Варни з котрого не повернувся. У 2000 році знайдений на дні у точці з координатами 42°53.650′ пн. ш. 28°3.511′ сх. д. / 42.894167° пн. ш. 28.058517° сх. д.. Причина загибелі човна залишається невідомою.
- Щ-212 здійснив 6 бойових походів і 3 транспортних рейси. У жовтні 1941 року підірвався на міні але зміг самостійно повернутися на базу. 14 листопада 1941 року пішов в бойовий похід у район гирла Дунаю з якого не повернувся. В 1976 році знайдений на дні на південний захід від острова Зміїний у район з координатами 45°10′9″ пн. ш. 30°8′7″ сх. д. / 45.16917° пн. ш. 30.13528° сх. д.. Підірвався на міні типу ЕМС.
- Щ-213 здійснив 6 бойових походів, потопив турецький вітрильник «Чанкая» (164 брт) 23 лютого 1942 року в районі протоки Босфор і болгарське вітрильно-моторне судно під панамським прапором «Струма» (169 брт) 24 лютого 1942 року також в районі Босфору. Човен загинув у жовтні 1942 року. Знайдений в 2008 році на 30-метровій глибині за 10 км від Констанци[8].
- Щ-214 здійснив 5 бойових походів. Потопив: турецький вітрильник «Каральтепе» (350 брт) 3 листопада 1941 року, італійський танкер «Торчелло» (3336 брт) 5 листопада 1941 року, турецький вітрильник «Кайнакдере» (85 брт) 1 січня 1942 року, турецький вітрильник «Хударвендігар» (96 брт) 29 травня 1942 року, турецький вітрильник «Махбубдіхан» (85 брт) 31 травня 1942 року, турецький вітрильник, назва невідома (близько 100 брт) 2 червня 1942 року. Човен потоплений 19 червня 1942 року італійським торпедним катером MAS-571. 38 членів екіпажу загинуло, 2 були взяті в полон.
- Щ-215 здійснив 14 бойових походів. Потопив 18 листопада 1941 року торпедами турецький транспорт «Енідже» (428 брт), 30 серпня 1943 року біля Босфору торпедами турецький транспорт «Тісбе» (1782 брт) з вантажем хромової руди, 15 листопада 1943 року торпедами швидкохідну десантну баржу F-592, 5 серпня 1944 року артилерійським вогнем турецьку шхуну «Мефкурє» (53 брт), 24 серпня 1944 року торпедами болгарську шхуну «Віта» (240 брт).

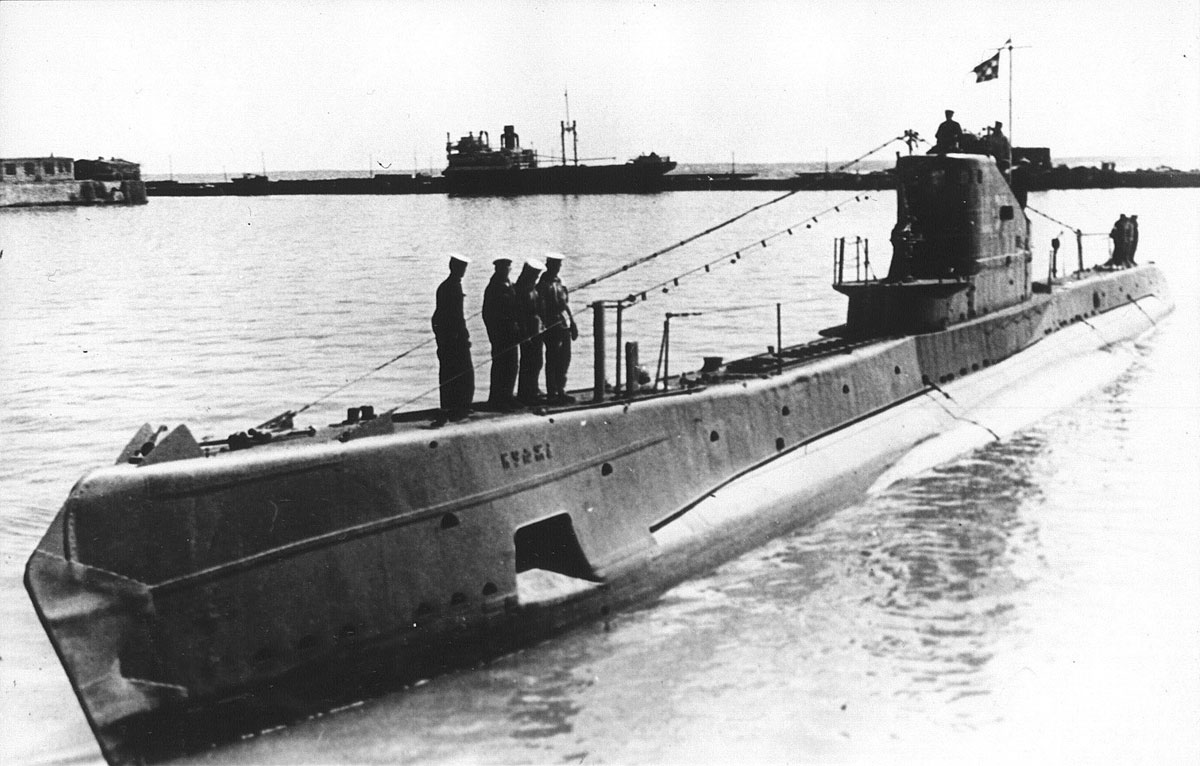
Щ-311

- Щ-216 здійснив 14 бойових походів і 1 транспортний, виконав 5 торпедних атак. Потопив 10 жовтня 1942 року торпедами румунський транспорт «Carpati» (4336 брт) з вантажем військового спорядження і вугілля, 6 серпня 1943 року торпедами німецький танкер «Firuz» (7327 брт) з вантажем газойлю. Танкер отримав серйозні ушкодження, але не затонув. Загинув у лютому 1944 року з невідомих причин.
- Щ-301 здійснив 1 бойовий похід, виконав 3 торпедних атаки. Загинув 28 серпня 1941 року, вижили тільки дві людини.
- Щ-302 здійснив 1 бойовий похід. Загинув 10 жовтня 1941 року.
- Щ-303 здійснив 5 бойових походів, виконав 9 торпедних атак, випустивши 20 торпед. Пошкодив транспорт «Альдебаран» (7 891 брт).
- Щ-304 здійснив 2 бойових походи. 9 червня 1942 року зумів першим подолати створений противником протичовновий рубіж витримавши численні атаки ворожих кораблів, авіації і берегових батарей. Не повернувся з останнього походу, причини загибелі невідомі.[9].
- Щ-307 здійснив 4 бойових походи, виконав 11 торпедних атак, випустивши 26 торпед. Потопив три судна: 10 серпня 1941 року в районі острова Даго німецький підводний човен U-144 , 26 жовтня 1942, в районі Аландських островів фінський пароплав «Бетті Х.» (2477 брт), 16 січня 1945 в районі Лібави німецький пароплав «Штайнбург» (1319 брт).[10]
- Щ-308 здійснив 3 бойових походи, виконав 3 торпедних атаки. Командиром було заявлено про потоплення трьох транспортів. Не повернувся з останнього походу.
- Щ-310 здійснив 7 бойових походів (2 у часи фінської війни), виконав 22 торпедних атаки, випустивши 43 торпеди. Потопив три судна: 28 вересня 1942 року німецький транспорт «Franz Rudolf» (1419 брт), 8 жовтня 1944 року німецький земснаряд «Pumpenbagger III» (587 брт) і транспорт «RO-24» (4449 брт, 230 загиблих).
- Щ-311 здійснив 6 бойових походів (2 у часи фінської війни). Потопив 2 фінських пароплави. Зник у жовтні 1942 року.
- Щ-317 здійснив 6 бойових походів (2 у часи фінської війни), виконав 6-7 торпедних атак випустивши більше 10 торпед. Потопив 3-5 транспортів. Загинула 13-14 липня 1942 року. Знайдений у 1990 році в точці з координатами 57°52′ пн. ш. 16°55′ сх. д. / 57.867° пн. ш. 16.917° сх. д..
- Щ-318 здійснив 9 бойових походів (2 у часи фінської війни), виконав 5-6 торпедних атак. Потопив 2 транспорти.
- Щ-319 здійснив 3 бойових походи (2 у часи фінської війни). Не повернувся з походу у жовтні 1941 року.
- Щ-320 здійснив 5 бойових походів (2у часи фінської війни), виконав 5 торпедних атак. Потопив німецький транспорт «Анна Катрін Фрітцен» (677 брт). У жовтні 1942 року не повернувся з бойового походу.
- Щ-322 здійснив 5 бойових походів (3 у часи фінської війни), виконав 5 торпедних атак. Потопив 10 грудня 1939 року німецький пароплав «Райнбек» (2804 брт). Загинув у жовтні 1942 року.
- Щ-323 здійснив 6 бойових походів (2 у часи фінської війни). Потопив 16 жовтня 1941 року німецький пароплав «Балтенланд» (3724 брт). Затонув у ніч на 1 травня 1943 року в Морському каналі внаслідок підриву на донній міні. Майже весь екіпаж загинув, частина через переохолодження.
- Щ-324 здійснив 4 бойових походи (2 у часи фінської війни). У листопаді 1941 року не повернувся з бойового походу.

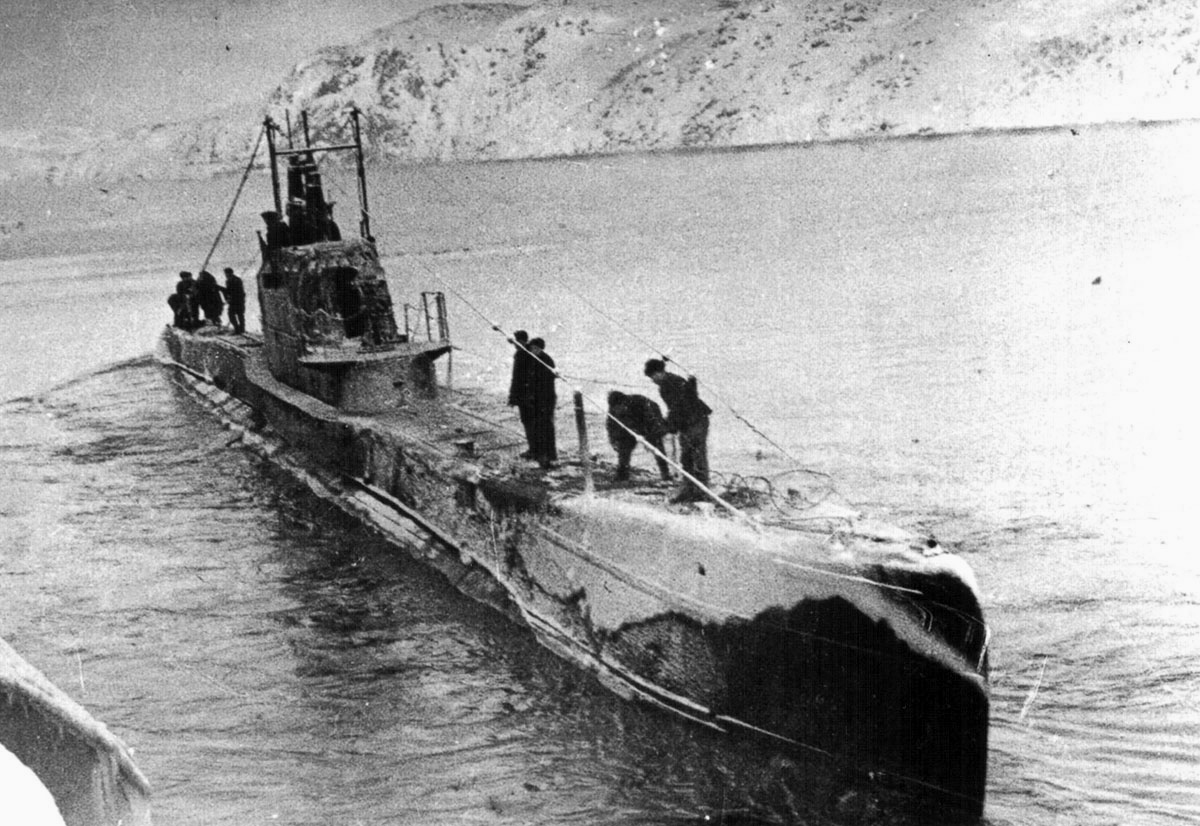
Щ-421

- Щ-401 здійснив 8 бойових походів (127 діб), виконав 8 торпедних атак, випустивши 19 торпед. Потопив 23 квітня 1942 року транспорт «Stensaas» (1359 брт). У квітні 1942 року не повернувся з бойового походу.
- Щ-402 здійснив 19 бойових походів. Потопив німецький пароплав «Ханау» (3000 т), німецький сторожовий корабель NM01 «Vandale» і каботажний пароплав «Вестераален» (682 т). Загинув 21 вересня 1944 року через атаку свого літака-торпедоносця.
- Щ-403 здійснив 14 бойових походів (165 діб), виконав 11 торпедних атак випустивши 37 торпед. Загинув 2 жовтня 1943 року, ймовірно на міні.
- Щ-404 здійснив 14 бойових походів (201 доба), виконав 12 торпедних атак випустивши 36 торпед. Потопив 1 квітня 1942 року німецький транспорт «Michael» (2793 брт).
- Щ-407 здійснив 5 бойових походів (149 діб), виконав 10 торпедних атак. Потопив два судна: 6 жовтня 1944 року транспорт «Nordstern» (1127 брт), 4 грудня 1944 року транспорт «Seeburg» (12181 брт).
- Щ-421 здійснив 6 бойових походів. Потопив транспорт «Консул Шульте» (2975 брт). Загинув 8 квітня 1942 року на глибині 15 метрів, підірвавшись на антенній міні у 8 милях від мису Нордкап, екіпаж був врятований, а човен розстріляли торпедою з човна К-22.
- Щ-422 здійснив 15 бойових походів (223 доби), виконав 18 торпедних атак випустивши 42 торпеди. Загинув 5 липня 1943 року, ймовірно через атаку глибинними бомбами.